# Euchlaena adoptivaria
Euchlaena adoptivaria är en fjärilsart som beskrevs av Jacob Hübner 1823. Euchlaena adoptivaria ingår i släktet Euchlaena och familjen mätare. Inga underarter finns listade i Catalogue of Life.